# Telson

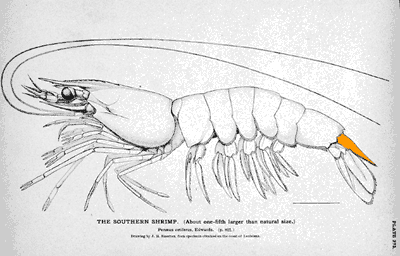
Telson korýše rodu Penaeus (řád Decapoda)

Telson je poslední část těla korýšů, ale i klepítkatců. Telson je umístěn za řitním otvorem.

## Telson štírů
Telson štírů, kteří patří mezi klepítkatce, je zakončen jedovým hrotem. Do špičky hrotu ústí dvě jedové žlázy. Někdy se telson nazývá jedovým váčkem, ale skutečný jedový váček je umístěn uvnitř telsonu.

## Telson korýšů
Telson různonožců (Amphipoda) je podélně rozeklaný.